# Godfrey Thoma
Godfrey Thoma (* 22. Januar 1957) ist ein nauruischer Politiker. Er war Mitglied des Nauruischen Parlaments. Seine Heimat ist im Distrikt Aiwo.
Der als Polizist tätige Thoma wurde nach den Parlamentswahlen im Mai 2003 zum Parlamentssprecher gewählt, trat aber von diesem Amt bereits nach einem Tag wieder zurück. Unter René Harris wurde er im August 2003 erstmals zum Justiz- und Fischereiminister ernannt. Auch unter Ludwig Scotty war er Justizminister. 2004, 2008 und 2010 wurde er ins Parlament wiedergewählt. Am 25. April 2013 wurde er erneut zum Parlamentssprecher gewählt. Bei der Wahl am 8. Juni 2013 verlor er seinen Sitz.